# Llano Chico
Llano Chico ist ein nordöstlicher Vorort der ecuadorianischen Hauptstadt Quito und eine Parroquia rural („ländliches Kirchspiel“) im Kanton Quito der Provinz Pichincha. Die Parroquia Llano Chico gehört zur Verwaltungszone Calderón. Das Verwaltungsgebiet besitzt eine Fläche von 7,57 km². Die Einwohnerzahl betrug im Jahr 2010 10.673. Um das Jahr 2020 wurde die Einwohnerzahl auf 16.700 geschätzt.

## Lage
Die Parroquia Llano Chico liegt in den Anden im Ballungsraum von Quito. Der 2612 m hoch gelegene Hauptort Llano Chico befindet sich 12,5 km nordnordöstlich vom Stadtzentrum von Quito.
Die Parroquia Llano Chico grenzt im Westen an das Municipio von Quito, im Norden an die Parroquia Calderón sowie im Süden an die Parroquia Zámbiza.

## Orte und Siedlungen
In der Parroquia Llano Chico befinden sich 33 Barrios, darunter Alvaropamba, Bella Aurora, Gualo, La Delicia, La Libertad und Nuñez.

## Geschichte
Die Parroquia Llano Chico wurde am 5. Juli 1944 gegründet.
Seit sich die Sicherheitslage in Ecuador in den 2020er Jahren verschlechtert hat, versuchen sich Bewohner von Llano Chico mit Plakaten mit der Aufschrift „Jeder Dieb wird verbrannt“ vor kriminellen Banden zu schützen.